# Jacques Cheminade
Jacques Cheminade, nacido en 1941, es un político y ensayista franco-argentino. Es el fundador del partido político Solidaridad y progreso. Se presentó a las elecciones presidenciales de 1995, 2012 y 2017.

## Biografía
Desde 1996 es presidente del partido Solidaridad y progreso.

## Publicaciones
- Jacques Cheminade, Un monde sans la City ni Wall Street : un grand chantier pour demain, L'Harmattan, 2012 (lien notice BnF?)
- L'exemplarité de l'œuvre de Henri Grégoire et de Lazare Carnot pour la France et l'Europe d'aujourd'hui (2006)
- Enjeu d'un Franc polytechnique (2006)
- Jacques Cheminade, Roosevelt, de Gaulle, Monnet : reprendre leur combat, Solidarité et progrès, 2000 (ISBN 2-9515193-1-1)
- La bise à la cantinière : Heine pour la France (1996)
- Jean Jaurès et Jacques Cheminade (introduction), De la réalité du monde sensible, Paris, Ed. Alcuin, 1994 (ISBN 978-2-907072-07-6, lien OCLC?)
- Jacques Cheminade, Regard sur la France républicaine, Paris, Ed Alcuin, 1991 (ISBN 2-907072-03-X, lien notice BnF?) Laurent Rosenfeld (direction) et Jacques Cheminade (contribution), Louis Pasteur, source d'une nouvelle renaissance scientifique, Paris, Fondation pour l'énergie de fusion, 1986 (ISBN 978-2-9501559-0-0, lien notice BnF?)
- Jacques Cheminade et Lyndon LaRouche, La France après de Gaulle, Paris, Parti ouvrier européen, 1981 (ISBN 978-2-903431-02-0, lien OCLC?)
- Jacques Cheminade, Claude Albert, Dino de Paoli, Uwe Parpart et Lyndon LaRouche (préface), La Science de l'éducation républicaine : le secret de Monge et Carnot, Polytechnique et Arts et métiers., Paris, Nouvelle solidarité, 1980 (lien notice BnF?)
- (en) Hans Bandmann, Helmut Böttiger, Jacques Cheminade et André Dodin, The Industrialization of Africa, Wiesbaden, Fusion Energy Foundation, 1980 (lien notice BnF?)
- (de) Richard Sober, Michael Liebig et Jacques Cheminade, Friedrich List und die neue Weltwirtschaftsordnung, Wiesbaden, Campaigner Publications, 1979 (lien OCLC?)